# جان دالي
جان دالي (بالإنجليزية: Jean Dalli)‏ هو لاعب كرة قدم بريطاني في مركز الدفاع، ولد في 13 أغسطس 1976 في منطقة أنفيلد في المملكة المتحدة. لعب مع كولتشستر يونايتد ونادي تشيلمسفورد ونادي دوفر أثليتيك ونادي سلاو تاون.